# Strmac (Priboj)
Pour les articles homonymes, voir Strmac.
Strmac (en serbe cyrillique : Стрмац) est un village de Serbie situé dans la municipalité de Priboj, district de Zlatibor. Au recensement de 2011, il comptait 99 habitants.

## Démographie

### Évolution historique de la population
| 1948 | 1953 | 1961 | 1971 | 1981 | 1991 | 2002 | 2011 |
| ---- | ---- | ---- | ---- | ---- | ---- | ---- | ---- |
| 676  | 796  | 852  | 786  | 566  | 331  | 181  | 99   |

|  |